# Allotriozoon prodigiosum
Allotriozoon prodigiosum är en stekelart som beskrevs av Grandi 1916. Allotriozoon prodigiosum ingår i släktet Allotriozoon och familjen fikonsteklar.
Artens utbredningsområde är:
- Ghana.
- Guinea.
- Elfenbenskusten.
- Nigeria.
- Sierra Leone.
- Uganda.

Inga underarter finns listade i Catalogue of Life.